# إدوارد فانكورت ميتشل
سير إدوارد فانكورت ميتشل  (بالإنجليزية: Edward Fancourt Mitchell)‏(21 يوليو 1855 - 7 مايو 1941)، أسترالي محامٍ في المحاكم العليا. كان أحد خبراء القانون الدستوري الأسترالي في أوائل القرن العشرون.

## نشأته
وُلد ميتشل في ريتشموند، سورّي, إنجلترا. ابن ويليام هنري فانكورت ميتشل وكريستينا تيمبلتون. وُلد إدوارد في زيارة مطولة لموطنه بعد أن وصل والده والذي كان عضواً في المجلس الفكتوري التشريعي إلى أستراليا عام 1833. درس ميتشل في مدرسة جيلونع غرامر ومدرسة ميلبورن غرامر، ثم التحق بجامعة ترينتي هول في كامبريدج. كان محامياً في إنر تيمبل عام 1881، لكنه عاد إلى أستراليا في نفس العام ليعمل في المحكمة الفكتورية. بدأ مسيرته المهنية كنائب لجيمس بيرفس. 

## مسيرته القانونية
أنشأ ميتشل مكتب المحاماة الخاص به. كما أنه عُين كرئيس غولدبرو مورت من عام 1893 حتى 1896. بعد الفدرلة عام 1901، مثل ميتشل أمام المحكمة العليا بشكل منتظم وأمام المجلس الخاص للجنة التشريعية بين حينٍ وآخر. في عام 1904 عُين كمستشار قانوني  للملك ومُنح وسام القديس ميخائيل والقديس جرجس عام 1918.

## اهتماماته الأخرى
كان ميتشل رياضياً نشيطاً. لعب التنس لصالح فيكتوريا في عام 1886 و 1887، كما أنه كان عضواً تأسيسياً لنادي رويال ميلبورن للغولف. مثّل ولاية فيكتوريا في المجلس الأسترالي لرياضة الكريكت وكان رئيس نادي ميلبورن للكريكت منذ عام 1933 حتى عام 1941. كان ميتشل أنجليكياً متديناً, خدم كمستشار في الأبرشية الأنجليكية في ميلبورن منذ عام 1910 حتى مماته. كان من الداعمين للحزب القومي، وفي عام 1918 اشترك في الترشيح المبدئي لفليندرز. هُزم من قبل ستانلي بروس، والذي أصبح رئيس الوزراء بعد ذلك، وكان سبب هزيمته هي مهارته الضعيفة بإلقاء الخطابات.

## حياته الشخصية
تزوج «ميتشل إليزا فراسر موريسون» في الـ 16 من ديسمبر عام 1886. أنجبوا أربعة بنات. كان حماه أليكسندر موريسون مدير كلية سكوتش. 